# Renaissance (groupe)
Pour les articles homonymes, voir Renaissance (homonymie).
Renaissance est un groupe rock progressif britannique, originaire de Londres, en Angleterre. Il est formé en 1969 et a connu deux formations différentes avant une première séparation en 1987, pour revenir sous l'appellation Annie Haslam's Renaissance d'abord en 1998, puis à nouveau en 2009 lors de son 40e anniversaire.

## Biographie

### Première incarnation (1969–1970)
Renaissance est fondé en 1969 par les ex-Yardbirds Keith Relf (guitare, chant) et Jim McCarty (batterie), avec l'ex-Nashville Teens et futur Strawbs John Hawken (claviers), Louis Cennamo (basse) et la sœur de Keith, Jane Relf (chant). Le style musical de Renaissance est très éloigné de celle des Yardbirds, mariant musique classique et folk.
Cette formation sort son premier album, Renaissance, produit par Paul Samwell-Smith (un autre ex-Yardbirds) en 1969. Le groupe se dégrade peu à peu durant l'enregistrement de son second album Illusion : McCarty part le premier, mais reste une sorte d'« éminence grise », continuant à écrire des chansons pour le groupe. Keith Relf et Louis Cennamo quittent également Renaissance (ils iront fonder Armageddon en 1974), et John Hawken est contraint de faire appel à des membres de son ancien groupe - The Nashville Teens - pour boucler l'enregistrement de l'album Illusion. L'album a d'abord une distribution limitée : il ne sort qu'en Allemagne et doit attendre 1976 pour être édité au Royaume-Uni. Hawken et Jane Relf quittent Renaissance à leur tour après sa sortie. Après son départ, John Hawken se joint au groupe Third World War jusqu'en septembre 1972. Puis en 1973, il rejoint The Strawbs, en remplacement de Blue Weaver. A noter que le bassiste Frank Farell qui fit partie de Renaissance en 1971 a rejoint Supertramp sur leur deuxième album Indelibly Stamped sorti la même année. Il y a œuvré comme bassiste ainsi que pianiste et accordéoniste.

### Transition et séparation (1971–1987)
Le groupe Renaissance finit par se stabiliser en 1971. Il se compose alors de John Camp (basse), John Tout (claviers), Michael Dunford (guitare), Terry Sullivan (batterie) et Annie Haslam (chant). Ce quintette reste constant jusqu'en 1979 et sort sept albums qui rencontrent un grand succès aux États-Unis, dont Scheherazade and Other Stories en 1975. Le groupe se produit alors sur scène avec un orchestre symphonique, comme en témoigne l'album live Live at Carnegie Hall en 1976, avec  l'Orchestre philharmonique de New York et une chorale. Les musiques du groupe sont en majorité composées par Dunford, qui envoie ses compositions par la poste à l'écrivaine et parolière attitrée Betty Thatcher qui se charge d'écrire les textes des chansons. En 1978, le single Northern Lights se classe dans le Top 10 au Royaume-Uni. 
Dans les années 1980, le son classique du groupe est peu à peu délaissé au profit d'un son plus moderne. Réduit au duo Dunford-Haslam, Renaissance disparaît en 1987. Après la tournée en soutien à l'album Azure d'or, John Tout quitte le groupe pour des raisons personnelles, suivi par Terry Sullivan. Les albums Camera Camera (1981) et Time-Line (1983) amènent Renaissance vers un style plutôt synthpop et new wave moderne, mais aucun d'entre eux ne réussit à attirer le public. Camera Camera sera le dernier du groupe à atteindre les charts américains (196e) à la fin 1981. En 1985, Camp part, et Haslam et Dunford mènent une version acoustique du groupe. En 1988, le label Sire sort une compilation en deux parties, Tales of 1001 Nights, qui se consacre à la période 1972–1979 du groupe.

### Troisième incarnation (1998–2002)
Le groupe se reforme en 1998 pour l'album studio Tuscany et une tournée au Japon. En 1999, Haslam, Dunford et Simmonds donnent un concert en trio au London's Astoria avec le groupe Caravan.
En mars 2001, après la sortie tardive de Tuscany, une tournée est organisée et fait participer Haslam, Dunford, Sullivan, Simmonds, Rave Tesar (claviers) et David J. Keyes (basse, chant), le 9 mars (de nouveau à l'Astoria) et à trois dates japonaises – Osaka le 13, Nagoya le 14, et Tokyo le 16. Le concert à Tokyo est enregistré et publié sous le titre In the Land of the Rising Sun: Live in Japan 2001. Le groupe ne montre plus signe d'activité l'année suivante, en 2002.
Terry Sullivan enregistre un album intitulé South of Winter en 2004, avec un groupe studio qu'il a baptisé Renaissant. Le 28 septembre 2008, John Tout fait sa première apparition aux États-Unis après 25 ans, aux côtés d'Annie Haslam et le groupe Jann Klose au Sellersville Theatre 1894 de Sellersville, en Pennsylvanie. En 2009, John Tout souffre d'une crise cardiaque.

### Retour (depuis 2009)
En août 2009, Haslam annonce qu'elle et Dunford commémoreront le 40e anniversaire de Renaissance en reformant le groupe sous le nom de Renaissance 2009 avec une tournée.
Une tournée nord-est américaine et japonaise s'effectue en Japon en 2010. Renaissance participe à guichet fermé au NEARfest le 23 juin 2012.
Le 20 novembre 2012, le guitariste Michael Dunford est décédé d'une hémorragie cérébrale dans sa demeure de Surrey, en Angleterre, il était âgé de 68 ans. L'album de Renaissance Grandine il Vento avec Ian Anderson et John Wetton lui est dédié. Puis, le 1er mai 2015, le pianiste et claviériste John Tout décède à son tour des suites de complications pulmonaires au Royal Free Hospital, de Hampstead, à Londres. Betty Thatcher, la parolière du groupe, décède le 15 août 2011 ; les causes de son décès ne sont pas précisées.

## Membres

### Membres actuels
- Annie Haslam – chant, chœurs, percussions (1971–1987, 1998–2002, depuis 2009)
- David J. Keyes – basse, chœurs (2001–2002, depuis 2009)
- Rave Tesar – claviers (2001–2002, depuis 2009)
- Frank Pagano – batterie, percussions (depuis 2009)
- Jason Hart – claviers (depuis 2010)
- Ryche Chlanda – guitare (depuis 2013)

### Musiciens de tournée
- Tom Brislin – claviers
- Mark Lambert (Lampariello) – guitare
- Leo Traversa – basse

### Anciens membres
- John Hawken – piano, claviers (1969–1970)
- Jane Relf – chant, chœurs, percussions (1969–1970)
- Keith Relf – guitare, chant, chœurs, harmonica (1969–1970 ; décédé en 1976)
- Louis Cennamo – basse (1969–1970)
- Jim McCarty – batterie, percussions, chant, chœurs (1969–1970)
- Michael Dunford – guitare, chœurs (1970–1972, 1973–1987, 1998–2002, 2009–2012 ; décédé en 2012)
- Terry Slade – batterie, percussions (1970–1972)
- Neil Korner – basse (1970–1971)
- Terry Crowe – chant, chœurs, percussions (1970–1971)
- Anne-Marie « Binky » Cullom – chant, chœurs, percussions (1970–1971)
- John Tout – piano, claviers, chœurs (1970–1980, 1998–1999 ; décédé en 2015)
- Danny McCulloch – basse (1971, décédé en 2015)
- Frank Farrell – basse (1971 ; décédé en 1997)
- John Wetton – basse (1971–1972 ; décédé en 2017)
- Jon Camp (fréquemment crédité sous le nom de John) – basse, chant, chœurs, basse, guitare, percussions (1972–1985)
- Mick Parsons – guitare (1972 ; décédé en 1972)
- Ginger Dixon – batterie, percussions (1972)
- Terence Sullivan (fréquemment crédité sous le nom de Terrence) – batterie, percussions, chœurs (1972–1980, 1998–2002)
- Rob Hendry – guitare, chœurs, mandoline, percussions (1972–1973)
- Peter Finberg – guitare (1973)
- Peter Gosling – chant, chœurs (1980–1983)
- Peter Baron – batterie, percussions, chœurs (1980–1983)
- Mike Taylor – claviers (1983–1984)
- Gavin Harrison – batterie, percussions (1983–1984)
- Raphael Rudd – claviers (1984–1897 ; décédé en 2002)
- Greg Carter – batterie, percussions (1984–1985)
- Mark Lampariello – basse (1985–1987)
- Charles Descarfino – batterie, percussions (1985–1987)
- Mickey Simmonds – claviers, chœurs (1999–2002)
- Alex Caird – basse (1999–2001)
- Tom Brislin – claviers (2009–2010)

### Musiciens de tournée
- Joe Goldberger – batterie, percussions (2012, 2013 ; substitut de Frank Pagano)
- Tom Brislin - claviers (2014 ; substitut de Jason Hart)

## Discographie

### Albums studio
- 1969 : Renaissance
- 1971 : Illusion
- 1972 : Prologue
- 1973 : Ashes Are Burning
- 1974 : Turn of the Cards
- 1975 : Scheherazade and Other Stories
- 1977 : Novella
- 1978 : A Song for All Seasons
- 1979 : Azure d'Or
- 1981 : Camera Camera
- 1983 : Time-Line
- 2000 : Tuscany
- 2013 : Grandine Il Vento (dédié à la mémoire du guitariste Michael Dunford. Avec Ian Anderson et John Wetton)
- 2014 : Symphony of Light (réédition de Grandine in vento + 3 inédits)

### Albums live
- 1976 : Live at Carnegie Hall (enregistré en 1975)
- 1997 : Live at the Royal Albert Hall With the Royal Philharmonic Orchestra Part One (enregistré en 1977)
- 1997 : Live at the Royal Albert Hall With The Royal Philharmonic Orchestra Part Two (enregistré en 1977)
- 1999 : BBC Sessions 1975-1978
- 2000 : Days of the Dreamer (enregistré en 1978)
- 2000 : Unplugged Live at the Academy of Music Philadelphia USA (enregistré en 1985)
- 2002 : In the Land of the Rising Sun (reprend Moonlight Shadow de Mike Oldfield)
- 2011 : Dreams & Omens
- 2012 : Tour 2011
- 2018 : A Symphonic Journey

### Compilations
- 1978 : In the Beginning (album double réunissant les albums Prologue et Ashes are Burning)
- 1990 : Tales of 1001 Nights, Vol. I
- 1990 : Tales of 1001 Nights, Vol. II
- 1997 : Songs from Renaissance Days (album réunissant des inédits, des faces B de singles et 2 chansons solo d'Annie Haslam)
- 2002 : Songs For All Seasons (album double)